# ジェシアス・カバウカンチ
ジェシアス・カバウカンチ（Gesias Cavalcante、1983年7月6日 - ）は、ブラジルの男性総合格闘家。リオデジャネイロ州出身。アメリカ合衆国フロリダ州ボカラトン在住。ハードノックス365所属。HERO'S 2006・2007ミドル級世界王者。日本ではJ.Z.カルバン（ジェイジー・カルバン）のリングネームで呼ばれる。
筋骨隆々の肉体から、破壊力抜群のパウンドを繰り出すパワーファイター。もともとはルタ・リーブリ出身の選手であり、グラウンドの技術も高く、とくにフロントチョークは彼の武器のひとつでもあり、打・投・極が揃ったコンプリートファイターとの呼び声も高い。

## 来歴
13歳から19歳までルタ・リーブリを学び、黒帯を取得。また、カポエイラ、キックボクシングも習得し、ルタやグラップリングの大会で優勝を重ねた。
2002年、アマチュア修斗のブラジル大会で総合格闘技デビュー。
2003年8月、ヒカルド・リボーリオに見出され、アメリカ合衆国に渡り、アメリカン・トップチームに加入。
2004年2月27日、アメリカ合衆国フロリダ州で開催されたAFCでプロデビュー。ジャスティン・ウィスニエフスキーと対戦し、フロントチョークで一本勝ち。
2004年3月27日、HOOKnSHOOTでモー・モーラーと対戦、1R、ヒールホールドで一本勝ち。
2004年7月16日、エルメス・フランカの代役として修斗に初来日。ヨアキム・ハンセンと対戦し、0-2の判定負けを喫するも、ハンセンの腕に負傷を負わせた。
2005年12月3日、イギリスで開催されたCage Rage 14にて小見川道大と対戦し、1R49秒でKO勝ちを収めた。

### HERO'S
2006年5月3日、HERO'S 2006のミドル級（-70kg）トーナメント1回戦で門馬秀貴と対戦し、パウンドでTKO勝ち。
2006年8月5日、HERO'S 2006ミドル級トーナメント準々決勝で、急遽途中参加した高谷裕之と対戦。跳び膝蹴りで倒れた高谷にパウンドを浴びせ、KO勝ち。
2006年10月9日、HERO'S 2006ミドル級トーナメント準決勝でハニ・ヤヒーラと対戦し、フロントチョークで一本勝ち。同日の決勝では宇野薫を終始攻め続け、判定勝ちで優勝を果たした。しかし、この試合で右拳を骨折した。
2007年6月2日、Dynamite!! USAでナム・ファンと対戦し、パウンドによるTKO勝ち。
2007年6月28日、K-1 WORLD MAX 2007 〜世界一決定トーナメント開幕戦〜において、K-1ルールで魔裟斗と対戦し、判定負け。しかしながら、K-1初参戦にもかかわらず、K-1チャンピオンでもある魔裟斗の猛烈な連打の中で終始攻め手を止めず、ガードの上からパワフルに打撃を効かせていく異例の健闘ぶりは、国内外から高く評価された。
2007年7月16日、HERO'S 2007 ミドル級世界王者決定トーナメント開幕戦でアンドレ・ジダと対戦予定であったが、魔裟斗戦で右拳を再び骨折し欠場。前年の優勝者であるため、シード扱いで準決勝から参戦することになった。
2007年9月17日、HERO'S 2007 ミドル級世界王者決定トーナメント決勝戦の準決勝で優勝候補のビトー・"シャオリン"・ヒベイロにパウンドでTKO勝ち、決勝ではアンドレ・ジダに腕ひしぎ十字固めで一本勝ち。2年連続優勝を飾った。
2007年12月31日、やれんのか! 大晦日! 2007で青木真也と対戦予定であったが、左膝靭帯断裂のため欠場。

### DREAM
2008年3月15日、DREAM.1のライト級グランプリ1回戦で青木真也と対戦。1R序盤、カルバンがガブッた体勢から放った肘が青木の首に当たってしまい、ダメージの残る青木に3分間のインターバルが与えられるも回復せず、偶発的なアクシデントによりノーコンテストとなった。トーナメントの勝ち上がりは主催者預かりとなったが、4月4日の記者会見で没収試合に裁定変更のうえDREAM.2で再戦することが発表された。
2008年4月29日、DREAM.2で青木真也と再戦。青木の再三の跳び関節技から逃れるも、攻め手を掴めずに0-3の判定負け。ただし、左膝半月板損傷および左内側靭帯断裂を押しての出場であった。
2008年12月31日、Dynamite!! 〜勇気のチカラ2008〜のセミファイナルでヨアキム・ハンセンと対戦予定であったが、ハンセンが前日会見後の練習中に頭部を強打し、病院での診断の結果、脳震盪の症状が出ているとの診断でドクターストップ、試合は中止となった。当日はリング上で挨拶を行った。
2009年5月26日、DREAM.9で川尻達也と対戦し、0-3の判定負けを喫した。
2009年10月6日、DREAM.11で中村大介と対戦予定であったが、右膝負傷により欠場となった。
2010年7月10日、DREAM.15で菊野克紀と対戦し、2-1の判定勝ちを収めた。

### Strikeforce
2010年10月9日、Strikeforce初参戦となったStrikeforce: Diaz vs. Noons 2でジョシュ・トムソンと対戦し、ダウンを奪ったものの、0-3の判定負けを喫した。
2011年3月4日、ジョルジ・サンチアゴ、ダニーロ・ビルフォート、ユーリ・ビルフォートらと共にアメリカン・トップチームを離脱した。
2012年5月8日に行われたStrikeforce: Barnett vs. Cormierでアイザック・ヴァリーフラッグと対戦し、判定負け。
2012年6月30日、CFAでルイス・パロミーノと対戦し、初のKO負けを喫した。

### WSOF
2012年11月3日、WSOF初参戦となったWSOF 1でTJ・オブライエンと対戦し、ヒールフックで一本勝ちを収めた。
2013年3月23日、WSOF 2でジャスティン・ゲイジーと対戦し、TKO負けを喫した。
2015年7月18日、巌流島 Staging tournamentでビターリ・クラットと対戦し、左フックでKO負け。

## ニックネーム
名前のブラジルポルトガル語での発音（原音により忠実に日本語表記すればジェジアス・カヴァウカンチである）はアメリカでは発音がし辛いということで、JZ（ジェイズィー）またはJZ CAVと呼ばれる（ディン・トーマスがラッパーのジェイ・Zから名付けた）。日本ではHERO'S参戦時よりJ.Z.カルバンの名で呼ばれているが、このCALVANというスペル違いのニックネームには不満を口にしており、「もっと正しい名前を使ってほしい」と語っている。

## 人物
- 左腕の上腕部に「家族愛」と漢字でタトゥーを彫っている。
- 過去に日本人の妊婦にお腹を撫でてくれと言われ、意味もわからずお腹を撫でたことがある。後に「日本では強い人が妊婦のお腹をなでてあげると、たくましい子に育つ」という意味を知り、「僕と同じように強くなってほしいなんて、本当に感激した。僕にとってはチャンピオンベルトだね」と語った[10]。
- K-1に参戦しているドラゴとは練習仲間であり、友人でもある。バダ・ハリとも親交があり、共にサーフィンを楽しむ仲である。

## 戦績

### プロ総合格闘技
| 総合格闘技 戦績 | 総合格闘技 戦績 | 総合格闘技 戦績 | 総合格闘技 戦績 | 総合格闘技 戦績 | 総合格闘技 戦績 | 総合格闘技 戦績 |
| --------------- | --------------- | --------------- | --------------- | --------------- | --------------- | --------------- |
| 37 試合         | (T)KO           | 一本            | 判定            | その他          | 引き分け        | 無効試合        |
| 22 勝           | 7               | 10              | 5               | 0               | 1               | 2               |
| 12 敗           | 6               | 1               | 5               | 0               | 1               | 2               |

| 勝敗 | 対戦相手                         | 試合結果                               | 大会名                                                                                                  | 開催年月日     |
| ○    | リック・ホーン                   | 2R 3:41 ギロチンチョーク               | Combat FC 2                                                                                             | 2022年10月21日 |
| ×    | エリヴァニ・ペレイラ             | 2R 2:21 TKO                            | Brave CF 11                                                                                             | 2018年4月13日  |
| ×    | アラン・オメル                   | 3R 3:30 TKO                            | Brave CF 9: The Kingdom of Champions                                                                    | 2017年11月17日 |
| ×    | カート・ホロボウ                 | 4R 2:45 TKO（マウントパンチ）          | Titan FC 44: Torres vs. Sharipov 【Titan FCライト級暫定王座決定戦】                                     | 2017年5月19日  |
| ○    | ロバート・ターンクエスト         | 5分3R終了 判定3-0                      | Titan FC 42: Lima vs. Jackson                                                                           | 2016年12月2日  |
| ×    | フレディ・アスンソン             | 4R 0:27 ギロチンチョーク               | Titan FC 40: Cavalcante vs. Assuncao 【Titan FCライト級タイトルマッチ】                                 | 2016年8月5日   |
| ○    | パット・ヒーリー                 | 1R 2:07 KO（右フック→パウンド）        | Titan FC 39: Cavalcante vs. Healy 【Titan FCライト級王座決定戦】                                        | 2016年6月10日  |
| ○    | キン・ゲレ                       | -                                      | KFU: Kungfu Union                                                                                       | 2014年9月21日  |
| ×    | メルヴィン・ギラード             | 2R 2:36 TKO（スタンドパンチ連打）      | WSOF 11: Gaethje vs. Newell                                                                             | 2014年7月5日   |
| ○    | タイソン・グリフィン             | 3R 1:37 TKO（パウンド）                | WSOF 4: Spong vs. DeAnda                                                                                | 2013年8月10日  |
| ×    | ジャスティン・ゲイジー           | 1R 2:27 TKO（ドクターストップ）        | WSOF 2: Arlovski vs. Johnson                                                                            | 2013年3月23日  |
| ○    | TJ・オブライエン                 | 1R 1:03 ヒールフック                   | WSOF 1: Arlovski vs. Cole                                                                               | 2012年11月3日  |
| ×    | ルイス・パロミーノ               | 3R 1:41 KO（パンチ連打）               | CFA 7: Never Give Up                                                                                    | 2012年6月30日  |
| ×    | アイザック・ヴァリーフラッグ     | 5分3R終了 判定1-2                      | Strikeforce: Barnett vs. Cormier                                                                        | 2012年5月19日  |
| ○    | ボビー・グリーン                 | 5分3R終了 判定2-1                      | Strikeforce: Fedor vs. Henderson                                                                        | 2011年7月30日  |
| -    | ジャスティン・ウィルコックス     | 2R 0:31 ノーコンテスト（サミング）     | Strikeforce: Overeem vs. Werdum                                                                         | 2011年6月18日  |
| ×    | ジョシュ・トムソン               | 5分3R終了 判定0-3                      | Strikeforce: Diaz vs. Noons 2                                                                           | 2010年10月9日  |
| ○    | 菊野克紀                         | 2R（10分/5分）終了 判定2-1             | DREAM.15                                                                                                | 2010年7月10日  |
| ×    | 川尻達也                         | 2R（10分/5分）終了 判定0-3             | DREAM.9 フェザー級グランプリ2009 2nd ROUND                                                              | 2009年5月26日  |
| ×    | 青木真也                         | 2R（10分/5分）終了 判定0-3             | DREAM.2 ミドル級グランプリ2008 開幕戦 【ライト級グランプリ 1回戦】                                      | 2008年4月29日  |
| －   | 青木真也                         | 1R 3:46 ノーコンテスト（偶発的な反則） | DREAM.1 ライト級グランプリ2008 開幕戦 【ライト級グランプリ 1回戦】                                      | 2008年3月15日  |
| ○    | アンドレ・ジダ                   | 1R 4:48 腕ひしぎ十字固め               | HERO'S 2007 ミドル級世界王者決定トーナメント決勝戦 【ミドル級トーナメント 決勝】                        | 2007年9月17日  |
| ○    | ビトー・"シャオリン"・ヒベイロ   | 1R 0:35 TKO（パウンド）                | HERO'S 2007 ミドル級世界王者決定トーナメント決勝戦 【ミドル級トーナメント 準決勝】                      | 2007年9月17日  |
| ○    | ナム・ファン                     | 1R 0:26 TKO（パウンド）                | Dynamite!! USA                                                                                          | 2007年6月2日   |
| ○    | 宇野薫                           | 5分2R終了 判定3-0                      | HERO'S 2006 ミドル&ライトヘビー級世界最強王者決定トーナメント決勝戦 【ミドル級トーナメント 決勝】       | 2006年10月9日  |
| ○    | ハニ・ヤヒーラ                   | 1R 0:39 フロントチョーク               | HERO'S 2006 ミドル&ライトヘビー級世界最強王者決定トーナメント決勝戦 【ミドル級トーナメント 準決勝】     | 2006年10月9日  |
| ○    | 高谷裕之                         | 1R 0:30 KO（跳び膝蹴り）               | HERO'S 2006 ミドル&ライトヘビー級世界最強王者決定トーナメント準々決勝 【ミドル級トーナメント 準々決勝】 | 2006年8月5日   |
| ○    | 門馬秀貴                         | 1R 2:08 TKO（パウンド）                | HERO'S 2006 【ミドル級トーナメント 1回戦】                                                              | 2006年5月3日   |
| ○    | 小見川道大                       | 1R 0:49 KO（右フック）                 | Cage Rage 14: Punishment                                                                                | 2005年12月3日  |
| △    | ライアン・シュルツ               | 5分3R終了 ドロー                       | SportFight 11: Rumble at the Rose Garden                                                                | 2005年7月9日   |
| ○    | ヘンリー・マタモロス             | 5分3R終了 判定3-0                      | HOOKnSHOOT: the Return 【修斗米大陸ウェルター級王座決定戦】                                             | 2005年4月2日   |
| ○    | センギズ・ダナ                   | 3R 4:55 フロントチョーク               | Cage Warriors 9: Xtreme Xmas                                                                            | 2004年12月18日 |
| ○    | バート・パラゼウスキー           | 1R 1:03 フロントチョーク               | Ironheart Crown 8: Ethereal                                                                             | 2004年11月20日 |
| ○    | セバスチャン・コルスキルゲン     | 1R 1:32 チキンウィングアームロック     | Shooto Switzerland 2                                                                                    | 2004年9月4日   |
| ×    | ヨアキム・ハンセン               | 5分3R終了 判定0-2                      | 修斗 | 2004年7月16日  |
| ○    | モー・モーラー                   | 1R 1:32 ヒールホールド                 | HOOKnSHOOT: Live                                                                                        | 2004年3月27日  |
| ○    | ジャスティン・ウィスニエフスキー | 1R 1:53 フロントチョーク               | Absolute Fighting Championships 7                                                                       | 2004年2月27日  |

### アマチュア総合格闘技
| 勝敗 | 対戦相手               | 試合結果              | 大会名                            | 開催年月日     |
| ○    | ジョー・ローゾン       | 2R チョークスリーパー | Mass Destruction 14               | 2003年12月13日 |
| ○    | ジョー・ローゾン       | 5分3R終了 判定3-0     | Hardcore Fighting Championships 2 | 2003年10月18日 |
| ○    | フェルナンド・セザール | 2分5R終了 判定3-0     | Shooto Brazil                     | 2003年7月12日  |
| ○    | ジョアキン             | 2R フロントチョーク   | Shooto Brazil 1                   | 2002年6月30日  |

### キックボクシング
| 勝敗 | 対戦相手 | 試合結果       | 大会名                                                        | 開催年月日     |
| ×    | 宍戸大樹 | 3R終了 判定0-2 | SHOOT BOXING WORLD TOURNAMENT S-cup2012 【1回戦】             | 2012年11月17日 |
| ×    | 魔裟斗   | 3R終了 判定0-3 | K-1 WORLD MAX 2007 〜世界一決定トーナメント開幕戦〜 【1回戦】 | 2007年6月28日  |

## 獲得タイトル
- 初代修斗米大陸ウェルター級王座（2005年）
- HERO'S 2006 ミドル級世界最強王者決定トーナメント 優勝（2006年）
- HERO'S 2007 ミドル級世界王者決定トーナメント 優勝（2007年）
- 第3代Titan FCライト級王座（2016年）
- 初代Titan FCライト級グラップリング王座（2020年）